# Дитинген
Дитинген (њем. Dietingen) општина је у њемачкој савезној држави Баден-Виртемберг. Једно је од 21 општинског средишта округа Ротвајл. Према процјени из 2010. у општини је живјело 3.948 становника. Посједује регионалну шифру (AGS) 8325011.

## Географски и демографски подаци
Дитинген се налази у савезној држави Баден-Виртемберг у округу Ротвајл. Општина се налази на надморској висини од 575 метара. Површина општине износи 42,3 km². У самом мјесту је, према процјени из 2010. године, живјело 3.948 становника. Просјечна густина становништва износи 93 становника/km².